# ShireCon
ShireCon er en årlig tilbagevendende begivenhed, som bliver arrangeret af foreningen af samme navn, for brætspil, bordrollespil og samlekortspil. Men byder ofte på en del forskellige begivenheder, afholdt af congængerne selv. Arrangementet afholdes i sommerferien, omkring uge 28, men kan variere.
Det første ShireCon blev afholdt sommeren 2016, med 17 tilmeldte.

## ShireCon gennem årerne[1]
| Årstal | Dato                 | Sted                         |
| ------ | -------------------- | ---------------------------- |
| 2016   | 16. - 19.- juli      | Herredsvejs-kollegiet Aarhus |
| 2017   | 13. - 16. juli       | Neptunvej Aarhus             |
| 2018   | 2. - 5. august       | Dybedalen - Aarhus           |
| 2019   | 18. - 21. juli       | Station K - Langå            |
| 2020   | 30. juli - 2. august | Online grundet COVID         |
| 2021   | 22. - 25 juli        | Ellehøjskolen - Aarhus       |
| 2022   | 14. - 17 juli        | Ellevangskolen - Aarhus      |
| 2023   | 12. - 17. juli       | Ellevangskolen - Aarhus      |
| 2024   | 11. - 14 juli        | Ellevangskolen - Aarhus      |
| 2025   | 10. - 13 juli        | Ellevangskolen - Aarhus      |

## ShireCon's baggrundshistorie[2]
Den oprindelige gruppe fra ShireCon, boede på samme kollegie på Herredsvej, deraf navnet ShireCon. Da studierne var færdige, og folk begyndte at flytte, besluttede de sig for at mødes årligt på forhånd, for at spille brætspil sammen. Så de kunne vedvare kontakten mellem dem.
Hvert år, blev et par venner, partnere eller lignende taget med til årets møde, og 2016 besluttede de sig for at åbne en officiel forening, samt gøre til et officielt event. Dette blev det officielle ShireCon event, som stadig bliver afholdt hvert år.